# 王信 (南宋)
王信（1137年—1194年），字诚之，南宋处州丽水人。
宋高宗绍兴三十年进士。为权考功郎官，铨曹以清。升为左司员外郎，上疏论收抚逃卒、遴选官员、严格训练及屯田利弊等，被宋孝宗采纳。升任为太常少卿兼权中书舍人，曾经假礼部尚书出使金朝，回国后说金人必衰，提出防备之策。后为给事中，为官刚毅，论事不避权贵，多为他人所嫉，改提举崇福宫。后任集英殿修撰、知绍兴府、浙东安抚使，奏请减免欠官钱、绢、绵、米，又创启斗门，导积涝入海，化湖四周土地为良田，被名为“王公湖”。改知鄂州，官至焕章阁待制、知池州，请老，以通议大夫致仕，去世。著有《是斋集》，今佚。